# Anatoli Sharykin
Anatoli Sharykin es un deportista soviético que compitió en piragüismo en la modalidad de aguas tranquilas. Ganó dos medallas en el Campeonato Mundial de Piragüismo en los años 1974 y 1975.

## Palmarés internacional
| Campeonato Mundial | Campeonato Mundial        | Campeonato Mundial | Campeonato Mundial |
| Año                | Lugar                     | Medalla            | Evento             |
| ------------------ | ------------------------- | ------------------ | ------------------ |
| 1974               | Ciudad de México (México) | Medalla de oro     | K4 10 000 m        |
| 1975               | Belgrado (Yugoslavia)     | Medalla de bronce  | K4 10 000 m        |